# Nubank
Nubank — один из крупнейших необанков в мире. Банком пользуется 47 млн розничных клиентов и 1,1 млн компаний (на конец 2021 года). Штаб-квартира находится в Сан-Паулу, Бразилия. У компании также представительства в Берлине, Буэнос-Айресе и Мехико.

## История
Nubank был основан в 2013 в Сан-Паулугоду выпускником программы MBA Стэнфордского университета колумбийцем Дэвидом Велесом, экс-главой подразделения кредитных карт Itaú бразильянкой Кристиной Хункиерой и выпускником факультета компьютерных наук Принстонского университета американцем Эдвардом Уиблом.
Первая транзакция с картой Nubank была совершена 1 апреля 2014 года.

## Продукты
Первым продуктом Nubank стала кредитная карта с быстрым оформлением и без годовой комиссии, подать заявку на которую первое время пользователи могли только по рекомендации друзей. Всего с конца 2014 по конец 2015 года стартап обработал более миллиона заявок, но одобрил лишь 20%, некоторые — со сверзнизкими кредитными лимитами. Кредитоспособность компания оценивала как по истории заёмщика, так и оценивая выплаты клиента, который его пригласил. В 2016 году Nubank достиг отметки в 1 млн выданных кредитных карт
В мае 2017 года после отмены в Бразилии запрета на владение банковскими организациями для иностранцев Nubank получил банковскую лицензию. Стартап не брал плату за обслуживание счёта, но взимал комиссию за снятие наличных. В течение пяти месяцев после этого 1,5 млн из 4 млн владельцев кредитных карт Nubank открыли в банке дебетовые счета. 
В дальнейшем компания диверсифицировала свои небанковские услуг, включив в свою орбиту онлайн-инвестиции, электронную коммерцию, страхование жизни и т.д..

## Инвестиции
В августе 2014 года Nubank привлёк 15 млн долларов в рамках раунда A, основным инвестором выступил фонд Sequoia Capital. В 2018 году Nubank стал стартапом-единорогом с оценкой в 1 миллиард долларов США. Среди иных инвесторов — Founders Fund, Kaszek Ventures, Tiger Global Management, Goldman Sachs, Berkshire Hathaway, QED Investors и DST Global. За первые два года существования компания привлекла 600 миллионов бразильских реалов.
9 декабря 2021 года Nubank провёл первичное публичное предложение на NYSE. В ходе IPO акции компании прибавили 15%, весь Nubank был оценён в 45 млн долларов. Размещение сделало его самым дорогим цифровым банком.

## Деятельность
Помимо Бразилии Nubank работает в Аргентине, Мексике (с 2019 года) и Колумбии (с 2020 года).. Благодаря узнаваемому бренду около 80—90% клиентов в Бразилии и около 70% в Мексике были привлечены органически.
К середине 2023 года у Nubank было 85 млн клиентов. При этом, по данным JPMorgan, индекс удовлетворённости потребителей Nubank в конце 2010-х годов достигал 86 баллов против 53 у Itaú и 43 у Banco Bradesco. К 2025 году число клиентов Nubank в Бразилии выросло до 100 млн — половины населения страны, ешё 19 ммиллионов клиентов у компании было в Колумбии и Мексике.

## Показатели
Nubank стал прибыльным в 2023 году. По итогам 2024 года компанмия получила 3,2 млрд долларов выручки (+19% к 2023) и чистую прибыль в размере 606,5 млн долларов.
В 2024 и 2025 годах Nubank занял первое место в рейтинге лучших бразильских банков, составленном Forbes совместно с аналитической компанией Statista.